# Torcieu
Torcieu är en kommun i departementet Ain i regionen Auvergne-Rhône-Alpes i östra Frankrike. Kommunen ligger  i kantonen Saint-Rambert-en-Bugey som ligger i arrondissementet Belley. Kommunens areal är 10,72 km². År 2022 hade Torcieu 744 invånare.

## Befolkningsutveckling
Antalet invånare i kommunen Torcieu
Referens: INSEE